# أرز كامل

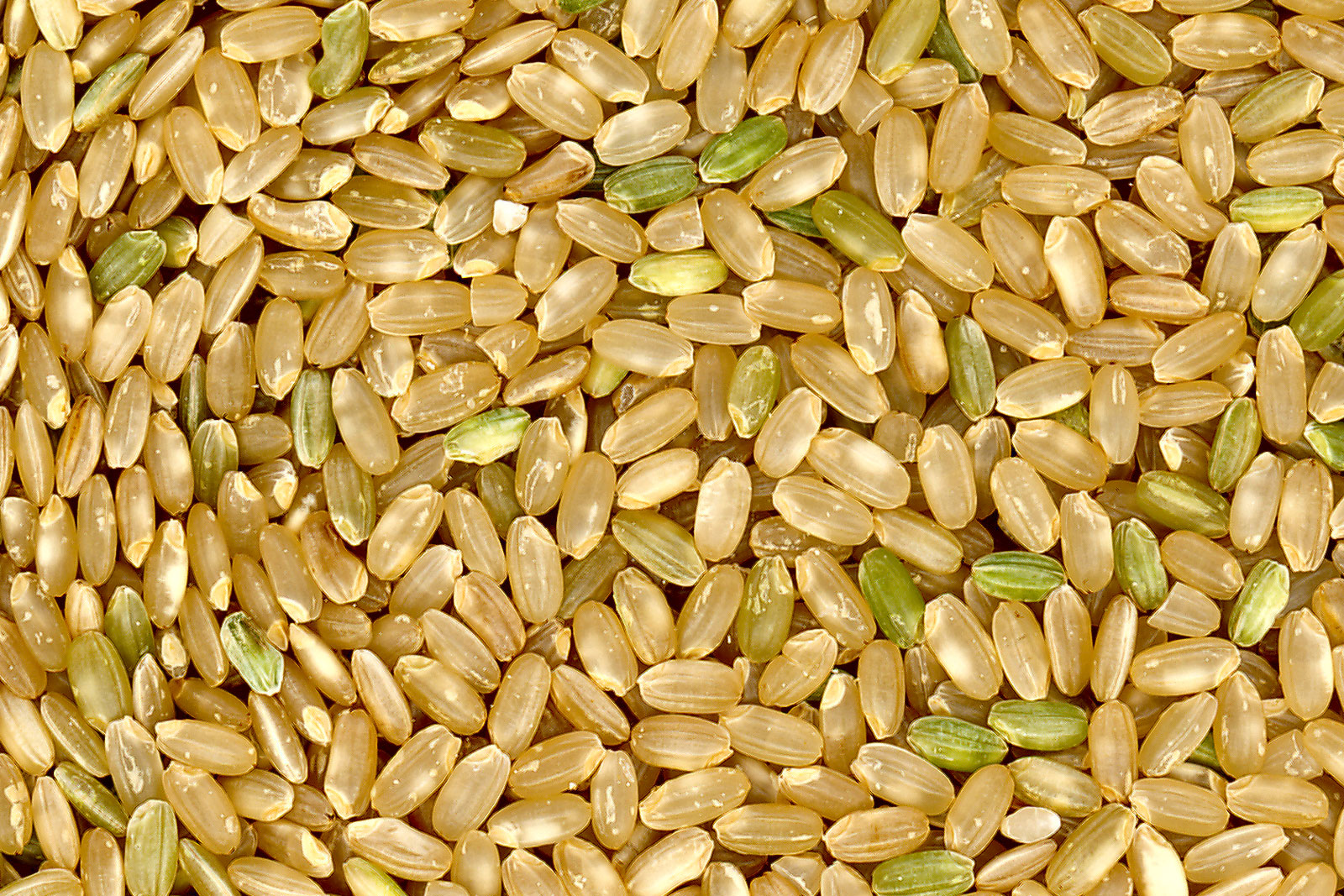
صورة لمجموعة حبوب ارز كاملة

الأرز الكامل (brown rice) انتشر الارز حول العالم من جنوب الصين إلى جنوب الشرق آسيا وأفريقيا ,وأصبح الغذاء الرئيسي في تلك المناطق. وهو ذلك النوع من الارز الذي لم تنزع منه القشرة الخارجية إذ يحتوي على الياف غير النشويات التي يتمتع بها الارز الأبيض الذي لا يحتوي على الياف بل على نشويات فقط.
للارز الكامل (أو الاسمر) نكهة تشبه البندق وله قوام مطاطي عند المضغ ويطهى سلقاً.ويمثل الطبق الرئيسي عند بعض الشعوب.

## أنواعه
- الارز قصير الحبة وهي حبوب صغيرة تنمو في المناطق المعتدلة.
- الارزالمتوسط الحبة ينمو في ظروف مناخية متوسطة.
- الارز طويل الحبة (البسمتي) ينمو في المناطق الاشد حرارة.
- الارز الحلو ونوع صمغي ينمو في المناطق الاستوائية.

## الفوائد الغذائية
يحتوي الارز الكامل على كميات متوازنة من الطاقة والعناصر الغذائية، مما يجعله في طليعة المواد التي تزود الإنسان بالطاقة وهو إلى ذلك يؤدي إلى التمتع بصفاء الذهن وسلامة اتخاذ القرار ويشفي المعي الدقيق والقولون من الالتهابات والحكة الشرجية والفرجية، وينظف الدم ويكافح الكوليسترول والبدانة ويساعد على افراز السموم.

## مقدار مكونات الارز الكامل |100 غ
- فوسفات 264 ملغ
- كالسيوم 33 ملغ
- الياف 4.3 غ
- دهون 2.7غ
- بروتين 7.5غ
- ماء 12.4غ
- نياسين 4.6 ملغ
- ريبوفلافين 0,04ملغ
- ثيامين 0,4 ملغ
- فيتامين(A)صفر
- بوتاسيوم 268
- صوديوم 4 ملغ
- حديد 1.8ملغ
- سعرات حرارية 362س سعرة